# Jacques Lalande
Jacques Lalande (* 14. Dezember 1921 in Châteaurenard, Bouches-du-Rhône; † 8. März 2003 in Le Port-Marly) war ein französischer gegenständlicher Maler und Grafiker.

## Leben
Von 1939 bis 1941 studierte er an der École supérieure des beaux-arts de l’agglomértion in Montpellier sowie an der École nationale supérieure des beaux-arts de Paris. 1946 und 1947 stellte er seine Arbeiten im Atelier Souverbie aus. Von 1950 bis 1959 wurden seine Werke auf zahlreichen Ausstellungen in allen größeren Städten Frankreichs präsentiert. Ab 1959 folgten erfolgreiche Ausstellungen in der ganzen Welt, vor allem in den USA.
1969 stellte er in der Galerie Cezanne in Cannes aus unter dem Vorsitz von Valéry Giscard d’Estaing.
Zwei Jahre später, 1971, wurde Lalande mit dem Preis des Salon des artistes français ausgezeichnet.
1992 stellte er in der Ausstellung De Bonnard à Baselitz aus, welche in der Bibliothèque nationale de France in Paris stattfand.
Lalandes zentrale Motive sind Landschaftsbilder und Kinderdarstellungen. Darüber hinaus hat er sich aber auch mit Theater und Design befasst. Seit den 1960er Jahren konzentrierte sich sein Werk hauptsächlich auf grafische Arbeiten.